# .tn
.tn és el domini territorial de primer nivell (ccTLD) de Tunísia.

## Dominis de segon nivell
Els registres es poden efectuar a segon nivell o també a tercer nivell sota els següents dominis:
- .com.tn
- .ens.tn
- .fin.tn
- .gov.tn
- .ind.tn
- .intl.tn
- .nat.tn
- .net.tn
- .org.tn
- .info.tn
- .perso.tn
- .tourism.tn
- .edunet.tn
- .rnrt.tn
- .rns.tn
- .rnu.tn
- .mincom.tn
- .agrinet.tn
- .defense.tn